# Schleswig-Holstein

Logo

Lo Schleswig-Holstein (in basso tedesco Sleswig-Holsteen, in danese Slesvig-Holsten, in frisone Slaswik-Holstiinj) è uno dei sedici Stati federati (Bundesländer) della Germania, geograficamente il più settentrionale. 
Storicamente il nome si riferisce a una regione più ampia, che comprende l'odierno Schleswig-Holstein e la contea danese dello Jutland meridionale (Sønderjyllands Amt in danese).

## Geografia fisica
Lo Schleswig-Holstein si trova alla base della penisola dello Jutland, tra il Mar Baltico e il Mare del Nord. L'ex ducato dell'Holstein costituisce la parte meridionale dello Schleswig-Holstein, mentre lo Schleswig meridionale ne forma la parte settentrionale. L'ex Ducato dello Schleswig, (Sønderjylland in danese), è stato diviso tra Germania e Danimarca fin dal 1920. Lo Schleswig settentrionale, l'ex contea danese dello Jutland Meridionale facente parte dal 1º gennaio 2007 della nuova regione del Syddanmark, venne ceduta alla Danimarca dopo un plebiscito che seguì la sconfitta tedesca nella prima guerra mondiale.
Lo Schleswig-Holstein confina con la Danimarca (regione del Syddanmark) a nord, il Mare del Nord ad ovest, il Mar Baltico e il Meclemburgo-Pomerania Anteriore ad est, e la Bassa Sassonia e la città-stato di Amburgo a sud. Il territorio è composto da pianure e praticamente senza montagne, l'elevazione più alta è il Bungsberg con soli 168 metri. Ci sono molti laghi, specialmente nella parte orientale dell'Holstein, chiamata Holsteinische Schweiz ("Svizzera dell'Holstein"). Un gruppo di isole chiamate Isole Frisone Settentrionali si trova al largo della costa occidentale, e altre piccole isolette (arcipelago di Helgoland) si trovano ancor più al largo. Solo un'isola si trova davanti alla costa orientale: Fehmarn. Il fiume più lungo, oltre all'Elba, è l'Eider.

## Origine del nome
Il termine Holstein deriva dall'antico norvegese e antico sassone, Holseta Land, che significa "terra dei boschi". Originariamente faceva riferimento alla centrale delle tre tribù Sassoni a nord del fiume Elba, Tedmarsgoi, Holcetae e Sturmarii. L'area degli Holcetae era posta tra il fiume Stör ed Amburgo, dopo la cristianizzazione la loro chiesa principale era a Schenefeld.
Il termine Schleswig deriva dalla città di Schleswig. Il nome deriva dall'insenatura di Schlei ad est e da vik che significa insenatura o insediamento in Antico sassone e Norreno.

## Amministrazione
Lo Schleswig-Holstein è diviso in undici circondari (Kreis):
| 1. Dithmarschen 2. Ducato di Lauenburg (Herzogtum Lauenburg) 3. Frisia Settentrionale (Nordfriesland) 4. Holstein Orientale (Ostholstein) 5. Pinneberg 6. Plön | 1. Rendsburg-Eckernförde 2. Schleswig-Flensburgo 3. Segeberg 4. Steinburg 5. Stormarn |

Inoltre ci sono quattro città extracircondariali, che non appartengono ad alcun circondario:
1. Kiel (KL)
2. Lubecca (HL)
3. Neumünster (NMS)
4. Flensburgo (FL)

## Economia
Lo Schleswig-Holstein è il primo Land tedesco per produzione di energia rinnovabile. Nel 2014 è stato il primo in Germania a ricavare tutta la sua domanda di elettricità dal vento, dal sole e dalle biomasse.
Il Canale di Kiel attraversa lo Schleswig-Holstein e permette alle navi tedesche di attraversare dal Baltico al Mare del Nord senza lasciare il territorio tedesco. Ebbe un ruolo vitale nell'assistere i commerci e lo sforzo bellico tedesco durante lo scorso secolo.

## Società

### Lingue e dialetti
Lingue ufficiali sono il tedesco e la lingua basso-tedesca; nel circondario della Frisia Settentrionale e sull'isola di Helgoland è ufficiale anche il frisone e, in alcuni circondari, il danese. Il romanì ha lo stato di una lingua minoritaria.
La lingua danese e quella frisone vengono parlate esclusivamente a nord, nello Schleswig, ma non nella parte meridionale dello stato, nello Holstein. Dopo l'approvazione della Legge sulla lingua frisone (in tedesco Friesisch-Gesetz, in danese Friisk Gesäts) da parte del parlamento statale nel 2004, il frisone è la seconda lingua ufficiale anche nel circondario della Frisia del Nord e sull'isola di Helgoland. Di conseguenza, nel circondario della Frisia del Nord si possono trovare cartelli stradali bilingui tedesco/frisone, come per esempio quello di Niebüll/Naibel.
La parte sudorientale dello Schleswig-Holstein era abitata fino al XII secolo da popolazioni slave. Ne sono testimonianza ancora oggi alcuni toponimi di origine slava, come Lubecca, Laboe, Eutin, Preetz o Ratzeburg.

### Religione
Chiesa evangelica in Germania 54,3%, Chiesa cattolica 6,0%.
Il 14 gennaio 2009 è stato firmato a Kiel un accordo con la Santa Sede, per regolare i rapporti della Chiesa cattolica in questo Stato. Si tratta di 24 articoli che regolano la situazione giuridica della Chiesa cattolica nello Schleswig-Holstein, come l'insegnamento della religione cattolica nelle scuole di ogni ordine e grado, il pieno riconoscimento statale delle scuole gestite dalla Chiesa cattolica, la formazione universitaria, l'attività della Chiesa nei campi pastorali sociosanitario e caritativo, l'imposta ecclesiastica e la cura degli edifici di proprietà della Chiesa soggetti a tutela monumentale. In sintesi viene completamente riconosciuto il ruolo della Chiesa cattolica nella società dello Schleswig-Holstein.

## Storia

### Epoca antica
L'attuale land tedesco dello Schleswig-Holstein si trova alla base della penisola dello Jutland, per questo lo Schleswig è anche chiamato Jutland meridionale (Sønderjylland). Le antiche saghe scandinave, forse risalenti ai tempi degli Angli e degli Juti danno l'impressione che lo Jutland sia stato diviso in una parte settentrionale e meridionale con il confine che corre lungo il fiume Kongeå.
Tenendo conto sia dei ritrovamenti archeologici che delle fonti romane, si potrebbe concludere che gli Juti abitavano sia la regione di Kongeå che la parte più settentrionale della penisola, mentre gli Angli vivevano approssimativamente dove le città di Haithabu e Schleswig sarebbero poi state fondate. Successivamente i Sassoni si stabilirono nell'Holstein occidentale (noto storicamente come Northalbingia) e gli Obodriti (Abodriti) nell'Holstein orientale. I danesi si stabilirono nelle prime epoche vichinghe nello Schleswig settentrionale e centrale e dopo circa l'anno 900 nello Schleswig occidentale.

### Medioevo ed età moderna
Il Ducato di Schleswig o Jutland meridionale era originariamente parte integrante della Danimarca, ma in epoca medievale fu stabilito come feudo sotto il Regno di Danimarca, avendo relazioni con la corona danese simili a quelle del Brandeburgo o della Baviera con l'Imperatore del Sacro Romano Impero. Intorno al 1100, il duca di Sassonia cedette Holstein, poiché era il suo paese, al conte Adolfo I di Schauenburg.
Schleswig e Holstein sono appartenuti in tempi diversi in parte o completamente alla Danimarca o alla Germania, o sono stati virtualmente indipendenti da entrambe le nazioni. L'eccezione è che lo Schleswig non ha mai fatto parte della Germania fino alla seconda guerra dello Schleswig nel 1864. Per molti secoli, il re di Danimarca è stato sia un duca danese di Schleswig sia un duca tedesco di Holstein. In sostanza, lo Schleswig era integrato in Danimarca o era un feudo danese, e Holstein era un feudo tedesco e, in epoche remote, uno stato sovrano. Entrambi sono stati per diversi secoli governati dai re di Danimarca. Nel 1721, tutto lo Schleswig fu unito come un unico ducato sotto il re di Danimarca, e le grandi potenze d'Europa confermarono in un trattato internazionale che tutti i futuri re di Danimarca sarebbero diventati automaticamente duchi di Schleswig, e di conseguenza lo Schleswig avrebbe sempre seguito lo stesso ordine di successione del Regno di Danimarca. Nella chiesa, in seguito alla riforma, il tedesco fu utilizzato nella parte meridionale dello Schleswig e il danese nella parte settentrionale. Ciò si rivelò in seguito decisivo per plasmare i sentimenti nazionali nella popolazione, così come dopo il 1814, quando fu introdotta l'istruzione scolastica obbligatoria. L'amministrazione di entrambi i ducati era condotta in tedesco, nonostante fossero governati da Copenaghen (dal 1523 dalla Cancelleria tedesca che nel 1806 fu ribattezzata Cancelleria Schleswig-Holstein).

### Età contemporanea

#### La questione Schleswig-Holstein
Il risveglio nazionale successivo alle Guerre Napoleoniche portò a un forte movimento popolare per la riunificazione con la Confederazione germanica (dominata dall'Impero Asburgico). Questo sviluppo fu accompagnato da un altrettanto forte risveglio nazionale danese in Danimarca e Schleswig settentrionale. Questo movimento chiedeva la completa reintegrazione dello Schleswig nel Regno di Danimarca e la fine della discriminazione dei danesi nello Schleswig. Il conflitto che ne derivò è talvolta chiamato la questione Schleswig-Holstein. Nel 1848, il re Federico VII di Danimarca dichiarò che avrebbe concesso alla Danimarca una costituzione liberale e l'obiettivo immediato del movimento nazionale danese era garantire l'estensione dei medesimi diritti a tutti i danesi, cioè non solo a quelli del Regno di Danimarca, ma anche ai danesi (e tedeschi) che vivevano nello Schleswig. 
La costituzione liberale per Holstein non fu presa seriamente in considerazione a Copenaghen, poiché era ben noto che l'élite politica dello Holstein era più conservatrice di quella di Copenaghen. I rappresentanti tedeschi dello Schleswig-Holstein chiesero che Schleswig e Holstein fossero unificati e che lo Schleswig si unisse all'Holstein come membro della Confederazione tedesca. Queste richieste furono respinte dal governo danese nel 1848, e i tedeschi dell'Holstein e dello Schleswig meridionale si ribellarono. Ne scaturì la prima guerra dello Schleswig (1848–1851), che si concluse con una vittoria danese a Idstedt.
Nel 1863, il conflitto scoppiò di nuovo quando Federico VII morì senza un legittimo erede. Secondo l'ordine di successione di Danimarca e Schleswig, le corone di Danimarca e Schleswig sarebbero passate al Duca Cristiano del Ducato di Glücksburg, che divenne Cristiano IX. La trasmissione del ducato di Holstein al capo del ramo (di orientamento tedesco) della famiglia reale danese, la Casa di Augustenborg, fu più controversa. La separazione dei due ducati fu contestata dall'erede di Augustenborg, che affermò, come nel 1848, di essere l'erede legittimo sia dello Schleswig che dell'Holstein. La promulgazione di una costituzione comune per la Danimarca e lo Schleswig nel novembre 1863 spinse Otto von Bismarck a intervenire e la Prussia e l'Austria dichiararono guerra alla Danimarca. Il conflitto, noto come seconda guerra dello Schleswig, si concluse con la sconfitta danese. I tentativi britannici di mediare nella Conferenza di Londra del 1864 fallirono e la Danimarca perse Schleswig (settentrionale e meridionale), Holstein e Lauenburg a favore di Prussia e Austria.

#### XX secolo
Dopo la prima guerra mondiale, la Danimarca riacquisì lo Schleswig Settentrionale in seguito a un referendum del 1920 tenuto nella regione.
L'attuale Land tedesco dello Schleswig-Holstein fu creato nel 1946 per decreto dell'occupante britannico sul territorio fino ad allora costituente la provincia prussiana dello Schleswig-Holstein.

## Bandiera
La bandiera dello Schleswig-Holstein è un tricolore a bande orizzontali di colore (dall'alto verso il basso) blu, bianco e rosso. I colori rappresentano l'unione dei due stati che compongono il Land, lo Schleswig e l'Holstein: lo stemma del ducato di Schleswig erano due leoni blu su campo giallo, mentre quello del ducato di Holstein era una foglia d'ortica d'argento su campo rosso. Nella nuova bandiera venne unito il blu dello Schleswig con il bianco ed il rosso dell'Holstein. Il giallo dello Schleswig rimase fuori perché il movimento dello Schleswig-Holstein del XIX secolo voleva un tricolore sul modello francese. Nei primi anni vi erano comunque anche versioni a quattro colori (blu-oro-rosso-bianco).
Questa bandiera fu utilizzata per la prima volta nel 1840 nel conflitto con i danesi per la conquista dello Schleswig. Benché da allora sia sempre stata utilizzata come simbolo del Land, riconosciuta nel 1949 anche dalle forze di occupazione britanniche, il riconoscimento ufficiale avvenne solo con la legge sugli emblemi della regione Schleswig-Holstein del 18 gennaio 1957.
La bandiera governativa contiene all'interno lo stemma del Land.

## Lista dei Presidenti del Land Schleswig-Holstein
1. 1945 - 1947: Theodor Steltzer
2. 1947 - 1949: Hermann Lüdemann
3. 1949 - 1950: Bruno Diekmann
4. 1950 - 1951: Walter Bartram
5. 1951 - 1954: Friedrich-Wilhelm Lübke
6. 1954 - 1963: Kai-Uwe von Hassel (CDU)
7. 1963 - 1971: Helmut Lemke
8. 1971 - 1982: Gerhard Stoltenberg (CDU)
9. 1982 - 1987: Uwe Barschel (CDU)
10. 1987 - 1988: Henning Schwarz (CDU)
11. 1988 - 1993: Björn Engholm (SPD)
12. 1993 - 2005: Heide Simonis (SPD)
13. 2005 - 2012: Peter Harry Carstensen (CDU)
14. 2012 - 2017: Torsten Albig (SPD)
15. dal 2017: Daniel Guenther (CDU)